# NGC 868
NGC 868 ist eine elliptische Galaxie vom Hubble-Typ E/S0 im Sternbild Walfisch südlich des Himmelsäquators. Sie ist schätzungsweise 360 Millionen Lichtjahre von der Milchstraße entfernt und hat einen Durchmesser von etwa 140.000 Lichtjahren.
Im selben Himmelsareal befinden sich u. a. die Galaxien NGC 863 und NGC 856.
Das Objekt wurde am 3. Oktober 1886 vom US-amerikanischen Astronomen Lewis A. Swift mithilfe eines 16-Zoll-Teleskops entdeckt.